# Йордан Линков
Йордан Георгиев Линков е български футболист, вратар. Роден е на 26 януари 1978 г. в Пазарджик. Висок е 188 см и тежи 81 кг.

## Кариера
Юноша е на Хебър. Играл е за Тракия (Звъничево), Спартак (Плевен), Академик (Свищов), Ботев (Пловдив), Несебър и Вихрен. От есента на 2006 г. играе за Черно море. Има 1 мач за националния отбор.

## Статистика по сезони
- Тракия (Зв) – 1996/97 – А ОФГ, 14 мача
- Тракия (Зв) – 1997/98 – В група, 26 мача
- Спартак (Пл) – 1998/99 – Б група, 21 мача
- Спартак (Пл) – 1999/00 – Б група, 16 мача
- Спартак (Пл) – 2000/01 – Б група, 7 мача
- Академик (Св) – 2001/ес. - Б група, 14 мача
- Ботев (Пд) – 2002/пр. - Б група, 5 мача
- Академик (Св) – 2002/ес. - Б група, 3 мача
- Несебър – 2003/04 – A група, 23 мача
- Несебър – 2004/05 – A група, 25 мача
- Вихрен – 2005/06 – A група, 20 мача
- Черно море – 2006/07 – A група
- ПФК Локомотив (Мездра) – 2008/сега - А група, 8 мача